# Nationalversammlung (Niger)
Koordinaten: 13° 30′ 40,5″ N, 2° 6′ 52,2″ O
Die Nationalversammlung (französisch: Assemblée Nationale) ist das Einkammerparlament der Republik Niger.

## Geschichte
Das Parlament Nigers geht auf den Generalrat zurück, der 1946 eingerichtet wurde, als Niger noch eine französische Kolonie war. Aus dem Generalrat Nigers ging 1952 die Territorialversammlung Nigers hervor. 1958 wurde das Land eine autonome Republik innerhalb der Communauté française. Das Parlament war ab 18. Dezember 1958 als Verfassungsgebende Versammlung und ab 12. März 1959 als Gesetzgebende Versammlung tätig.
Drei Tage vor der Unabhängigkeit Nigers von Frankreich, die am 3. August 1960 erklärt wurde, ersetzte ein Gesetz die Gesetzgebende Versammlung durch die Nationalversammlung. Das Parlament des unabhängigen Staates blieb zunächst während drei Legislaturperioden bestehen. Beim Staatsstreich von Seyni Kountché gegen Staatspräsident Hamani Diori am 15. April 1974 wurde auch die Nationalversammlung aufgelöst. Während der folgenden vierzehn Jahre hatte Niger kein Parlament.
Nach dem Verfassungsreferendum von 1989 wurde die Nationalversammlung wiederhergestellt. Von 1991 bis 1993, unter Staatspräsident Ali Saibou, ersetzte der Hohe Rat der Republik als Übergangsparlament die Nationalversammlung. Nach von Salou Djibo angeführten Staatsstreich gegen Staatspräsident Mamadou Tandja am 15. Oktober 2010 gab es ein weiteres Übergangsparlament, den Nationalen Konsultativrat. Die Nationalversammlung trat am 30. März 2011 nach den Parlamentswahlen 2011 wieder zusammen.

## Wahlen
Die Legislaturperiode dauert fünf Jahre. Das Mindestalter der Abgeordneten beträgt 21 Jahre. Auf den Listen der politischen Parteien, Parteien-Bündnisse und unabhängigen Kandidaten müssen zumindest 75 Prozent der Kandidaten einen Grundschulabschluss (Brevet d’Etudes du Premier Cycle) besitzen. Über die Zulässigkeit von Kandidaturen sowie über die Rechtmäßigkeit der Wahlen urteilt der Verfassungsgerichtshof. Der Staatspräsident hat das Recht die Nationalversammlung aufzulösen, woraufhin innerhalb einer bestimmten Frist Neuwahlen abgehalten werden müssen.
58 Abgeordnete werden nach Verhältniswahlrecht in acht Mehrpersonenwahlkreisen gewählt, in denen zwischen 6 und 32 Mandate vergeben werden. Die Wahlkreise entsprechen den sieben Regionen und der Hauptstadt Niamey. Acht Sitze sind für Vertreter nationaler Minderheiten reserviert (ein Sitz pro Wahlkreis), fünf Sitze für die nigrische Diaspora (ein Sitz pro Kontinent).
| 1946/1947 | 1952 | 1957 | 1958 | 1965 | 1970 | 1989 | 1993 | 1995 | 1996 | 1999 | 2004 | 2009 | 2011 | 2016 | 2020 |

## Kompetenzen und Arbeitsweise
Die Sitzungen der Nationalversammlung sind grundsätzlich öffentlich und finden nur auf Verlangen des Premierministers oder eines Drittels der Abgeordneten unter Ausschluss der Öffentlichkeit statt. Die Sitzungsprotokolle werden im Journal officiel de la République du Niger veröffentlicht. Es gibt jährlich zwei ordentliche Sitzungsperioden, die im März – für höchstens 90 Tage – und im Oktober – für höchstens 60 Tage – beginnen. Außerordentliche Sitzungen können auf Verlangen des Präsidenten der Nationalversammlung, des Staatspräsidenten oder des Premierministers stattfinden. Sie werden vom Staatspräsidenten per Dekret eröffnet und geschlossen. Einmal jährlich präsentiert dienigrische Menschenrechtskommission ihren Menschenrechtsbericht vor dem Parlament.
Die Nationalversammlung stimmt über die Gesetze, Steuern und das Budget ab. Die nigrische Regierung ist vor der Nationalversammlung verantwortlich. Auf Verlangen des Parlaments hat der Rechnungshof Auskunft über die öffentlichen Ein- und Ausgaben zu geben. Auf Verlangen von einem Zehntel der Abgeordneten muss der Verfassungsgerichtshof über die Verfassungsgemäßheit von Beschlüssen urteilen.
Die parlamentarische Immunität der Abgeordneten kann nur durch die Nationalversammlung selbst aufgehoben werden. Tritt ein Abgeordneter aus der Partei aus, für die er ins Parlament gewählt wurde, verliert er sein Mandat, das nunmehr von einer Ersatzperson wahrgenommen wird. Wird ein Abgeordneter hingegen von seiner Partei ausgeschlossen, behält er als unabhängiger Abgeordneter seinen Sitz und darf sich während der laufenden Legislaturperiode keiner anderen Parlamentsfraktion anschließen.
Wenn die Mehrheit des Staatspräsidenten und die parlamentarische Mehrheit nicht übereinstimmen, wird der Premierminister vom Staatspräsidenten aus einer von der Nationalversammlung erstellten Liste mit drei Persönlichkeiten ausgewählt. Der Premierminister hält nach seinem Amtsantritt eine Rede zur Ausrichtung seiner Politik vor dem Parlament. Stimmt die Nationalversammlung einem Misstrauensantrag zu oder verweigert seine Zustimmung zum Regierungsprogramm oder einem anderen zur Abstimmung vorgelegten Text, muss der Premierminister beim Staatspräsidenten den Rücktritt der Regierung einreichen. Die Nationalversammlung wählt aus ihrer Mitte vier der sieben Mitglieder des Obersten Gerichtshofs, vor dem der Staatspräsident und Regierungsmitglieder angeklagt werden können. Eine Anklage des Staatspräsidenten benötigt eine Zwei-Drittel-Mehrheit, eine Anklage eines Regierungsmitglieds eine absolute Mehrheit der Abgeordneten.
Verfassungsänderungen bedürfen der Initiative sowohl des Staatspräsidenten als auch von drei Vierteln der Abgeordneten und können nur durch eine Mehrheit von vier Fünftel der Abgeordneten oder eine Volksabstimmung umgesetzt werden. Ferner ist für die Entsendung von Truppen ins Ausland sowie für eine Kriegserklärung die Autorisierung durch das Parlament erforderlich. Auch die Verhängung eines Ausnahmezustands seitens des Ministerrats, der 15 Tage überschreitet, muss von der Nationalversammlung genehmigt werden. Falls der Staatspräsident missbräulich den Notstand ausruft, kann dieser durch die Nationalversammlung für beendet erklärt werden.

## Präsident der Nationalversammlung
Die Nationalversammlung wird vom Präsidenten der Nationalversammlung (französisch: Président de l’Assemblée Nationale) geleitet. Die Abgeordneten wählen den Präsidenten für die Dauer der Legislaturperiode. Er wird vor dem Verfassungsgerichtshof auf das Heilige Buch seiner Konfession vereidigt. Im Fall einer Vertrauenskrise kann der Präsident der Nationalversammlung mit einer Zwei-Drittel-Mehrheit der Abgeordneten vorzeitig abgewählt werden. Der Präsident wird vom Büro der Nationalversammlung (französisch: Bureau de l’Assemblée Nationale) unterstützt, dessen Zusammensetzung die politische Konfiguration des Parlaments widerspiegelt. Das Büro der Nationalversammlung bestimmt eines der sieben Mitglieder des Verfassungsgerichtshofs.
Der Präsident der Nationalversammlung hat eine Reihe besonderer Befugnisse. Er beruft die ordentlichen Sitzungen des Parlaments ein und kann auch außerordentliche Sitzungen einberufen. Er ist Mitglied im Rat der Republik. Er wählt vier der 92 Mitglieder des Wirtschafts-, Sozial- und Kulturrats aus, der seinerseits die Nationalversammlung berät, sowie einen Vertreter in die nigrische Menschenrechtskommission. Er bestimmt außerdem eines der Mitglieder des Hohen Rats für Kommunikation. Auf Verlangen des Präsidenten der Nationalversammlung muss der Verfassungsgerichtshof über die Verfassungsgemäßheit von Beschlüssen urteilen. Wenn der Staatspräsident vor Ablauf seiner Amtszeit stirbt, aus gesundheitlichen Gründen für amtsunfähig erklärt wird oder zurücktritt, übernimmt der Präsident der Nationalversammlung die Funktionen eines provisorischen Staatsoberhaupts.
| Name                       | von               | bis               | Bezeichnung des Parlaments     |
| -------------------------- | ----------------- | ----------------- | ------------------------------ |
| Djermakoye Moumouni Aouta  | 13. Januar 1947   | 17. März 1948     | Generalrat                     |
| Fernand Balay              | März 1948         | November 1953     | Territorialversammlung         |
| Malick N’Diaye             | 4. Dezember 1953  | 12. November 1954 | Territorialversammlung         |
| Georges Condat             | April 1957        | 14. November 1958 | Territorialversammlung         |
| Boubou Hama                | 18. Dezember 1958 | Februar 1959      | Verfassungsgebende Versammlung |
| Boubou Hama                | 12. März 1959     | 18. Juli 1960     | Gesetzgebende Versammlung      |
| Boubou Hama                | 29. Juli 1960     | 15. April 1974    | Nationalversammlung            |
| Moutari Moussa             | 18. Dezember 1989 | 11. August 1991   | Nationalversammlung            |
| André Salifou              | 3. November 1991  | April 1993        | Hoher Rat der Republik         |
| Adamou Moumouni Djermakoye | 10. April 1993    | 17. Oktober 1994  | Nationalversammlung            |
| Mahamadou Issoufou         | 8. Februar 1995   | 27. Januar 1996   | Nationalversammlung            |
| Moutari Moussa             | Dezember 1996     | 9. April 1999     | Nationalversammlung            |
| Mahamane Ousmane           | 26. Dezember 1999 | 26. Mai 2009      | Nationalversammlung            |
| Seini Oumarou              | 25. November 2009 | 18. Februar 2010  | Nationalversammlung            |
| Marou Amadou               | 7. April 2010     | 7. April 2011     | Nationaler Konsultativrat      |
| Hama Amadou                | 19. April 2011    | 20. November 2014 | Nationalversammlung            |
| Amadou Salifou             | 24. November 2014 | 24. März 2016     | Nationalversammlung            |
| Ousséini Tinni             | 25. März 2016     | 24. März 2021     | Nationalversammlung            |
| Seini Oumarou              | 24. März 2021     |                   | Nationalversammlung            |